# 阿蒙麦西斯
阿蒙麦西斯（英語：Amenmesse）古埃及新王国时期第十九王朝的第五任法老。（约公元前1201年—约公元前1198年在位），他企图篡夺塞提二世的王位，并得到了上埃及的支持。享国短暂，史载缺乏。其陵墓被严重破坏。有待深入研究。